# Pseudo-halogênio
O termo pseudo-halogênio foi introduzido em 1925
para designar certos radicais, como por exemplo o CN, OCN, NCO, CNO, SCN, NCS, SeCN e N3, que apresentam um comportamento químico análogo ao dos halogênios. Estes grupamentos são capazes de:
- formar ânions mononegativos X- chamados pseudo-halogenetos, como o CN-, SCN-, OCN-, N3-.
- formar hidrácidos HX, como o HCN (ácido cianídrico) ou o HN3 (ácido hidrazoico). Normalmente os ácidos pseudo-halogenídricos são fracos.
- formar espécies neutras X2, como o (CN)2 (cianogênio) e o (SCN)2 (tiocianogênio).
- sofrer desproporcionamento em meio alcalino,  como na reação:

(CN)2 + 2OH- → CN- + OCN- + H2O.
- formar sais insolúveis com alguns íons metálicos, como o AgN3 e o CuCN.
- formar íons complexos, como o [Pd(SCN)4]2- e o [Fe(CN)6]4-.
- formar compostos interpseudo-halogênicos, como o ClN3 e o NCN3.

Nem sempre um determinado pseudo-halogênio manifesta todas estas possibilidades. Como exemplo, os ácidos HSCN e HOCN não podem ser obtidos em estado de pureza, e não se pode preparar o inter-halogênio neutro NCO-OCN.